# Peter Simpson (Schots voetballer)
Peter Simpson (Leith (Edinburgh), 13 november 1908 – Croydon, maart 1974) was een voetballer van Schotse afkomst. Hij was een van de succesvolste aanvallers uit de geschiedenis van Crystal Palace FC.
Reeds bij zijn eerste ploegen haalde hij zeer hoge doelpuntgemiddelden, bij St. Bernard's FC en Kettering Town FC maakte hij respectievelijk 78 maal een doelpunt in 58 wedstrijden en 100 maal in 60 wedstrijden.
Hij speelde het grootste deel van zijn carrière bij Crystal Palace FC. Daar maakte hij 165 doelpunten in 195 wedstrijden. Dit aantal, evenals zijn 46 doelpunten in het seizoen 1930-'31, zijn vijf opeenvolgende seizoenen als topschutter, zijn 19 hattricks en zijn gemiddeld doelpuntensaldo van 0,85 per wedstrijd over de 195 wedstrijden zijn nog niet verbroken records in de clubgeschiedenis.
Daarna speelde hij nog bij West Ham United en Reading FC. Na zijn carrière bleef hij wonen in de Croydonborough en baatte hij een tabakswinkel uit. Hij overleed op vijfenzestigjarige leeftijd.